# PESA 219M
PESA 219M ist eine Serie von dieselbetriebenen Triebwagen der Firma Pojazdy Szynowe Pesa Bydgoszcz (PESA) in Bydgoszcz.
Die dreiteiligen Triebfahrzeuge werden in Polen als Baureihe SA136, in Italien bei den Ferrovie Nord Milano als ATR 220 sowie bei Trenitalia als ATR220Tr bezeichnet. Die Fahrzeuge sind die dreiteilige Variante der PKP-Baureihe SA134 des Herstellers PESA und die Vorgänger der in Deutschland verkehrenden Baureihe 633.
Sie verkehren hauptsächlich auf nicht elektrifizierten Strecken bei den genannten Bahngesellschaften.

## Geschichte

### Lieferung nach Italien
Die ersten Fahrzeuge wurden 2008 von PESA nach Italien ausgeliefert. In der Folgezeit bis 2012 erhielten insgesamt verschiedene italienische Gesellschaften 37 Fahrzeuge, die die Bezeichnung ATR 220 bekamen.
Nach 2013 erhielt Trenitalia 58 Fahrzeuge mit der Baureihenbezeichnung ATR 220Tr 001–058. Bei den Einsätzen wurden Probleme mit den Radsätzen entdeckt. Der ATR 220-006 wurde im Juli 2022 bei einem Brand zerstört.

### Lieferung nach Polen
Um die Baureihe SA110 vollständig zu ersetzen, erhielt die Woiwodschaft Westpommern ab 2010 zehn Fahrzeuge der Serie PESA 219M. Noch im gleichen Jahr folgten zwei weitere Fahrzeuge, die im Januar 2011 die Bezeichnungen SA136 001–012 bekamen. Die Lieferung der Fahrzeuge bedeutete das Ende der Reihe SA110. Auf Grund ihrer Bemalung wurden die Triebwagen mit den Beinamen Schlümpfe bedacht. Beheimatet sind die Fahrzeuge in Kołobrzeg.
2013 bestellte die Pomorska Kolej Metropolitalna für ihre befahrenen Strecken in der Woiwodschaft Pommern Züge des Typs PESA 219M. Am 12. Juni 2015 wurde der erste Zug mit der Bezeichnung SA136-013 zum Probebetrieb ausgeliefert. Bis 2015 wurden sieben Fahrzeuge mit der Bezeichnung SA136-013–019 ausgeliefert.

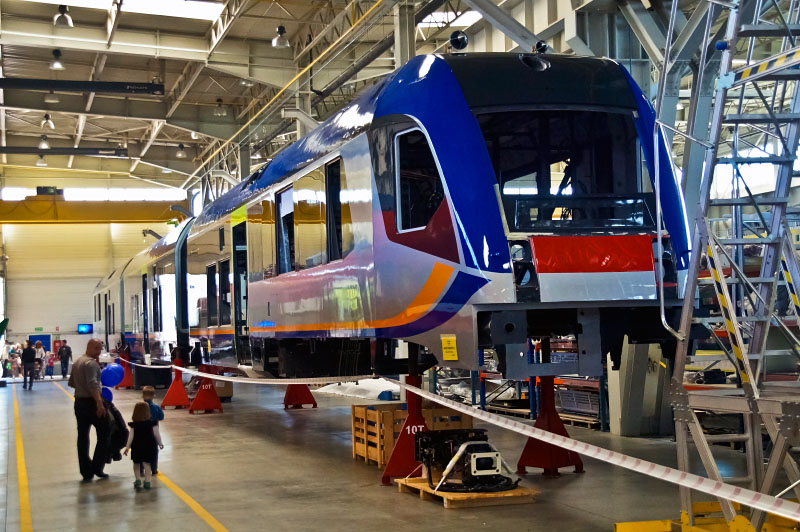
Triebwagen vom PESA Typ 219M in der Produktion in Bydgoszcz
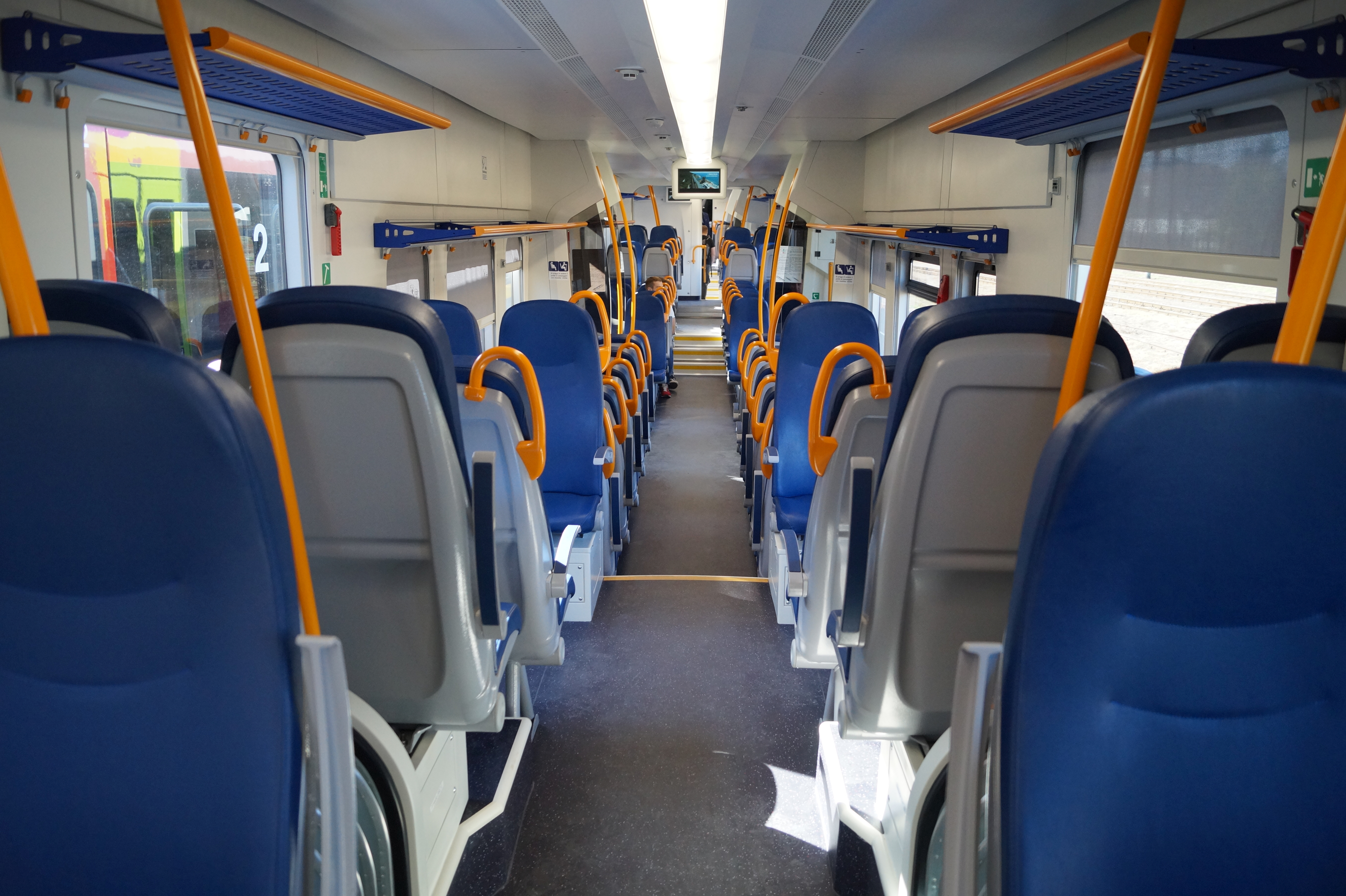
Innenansicht der Version von Trenitalia
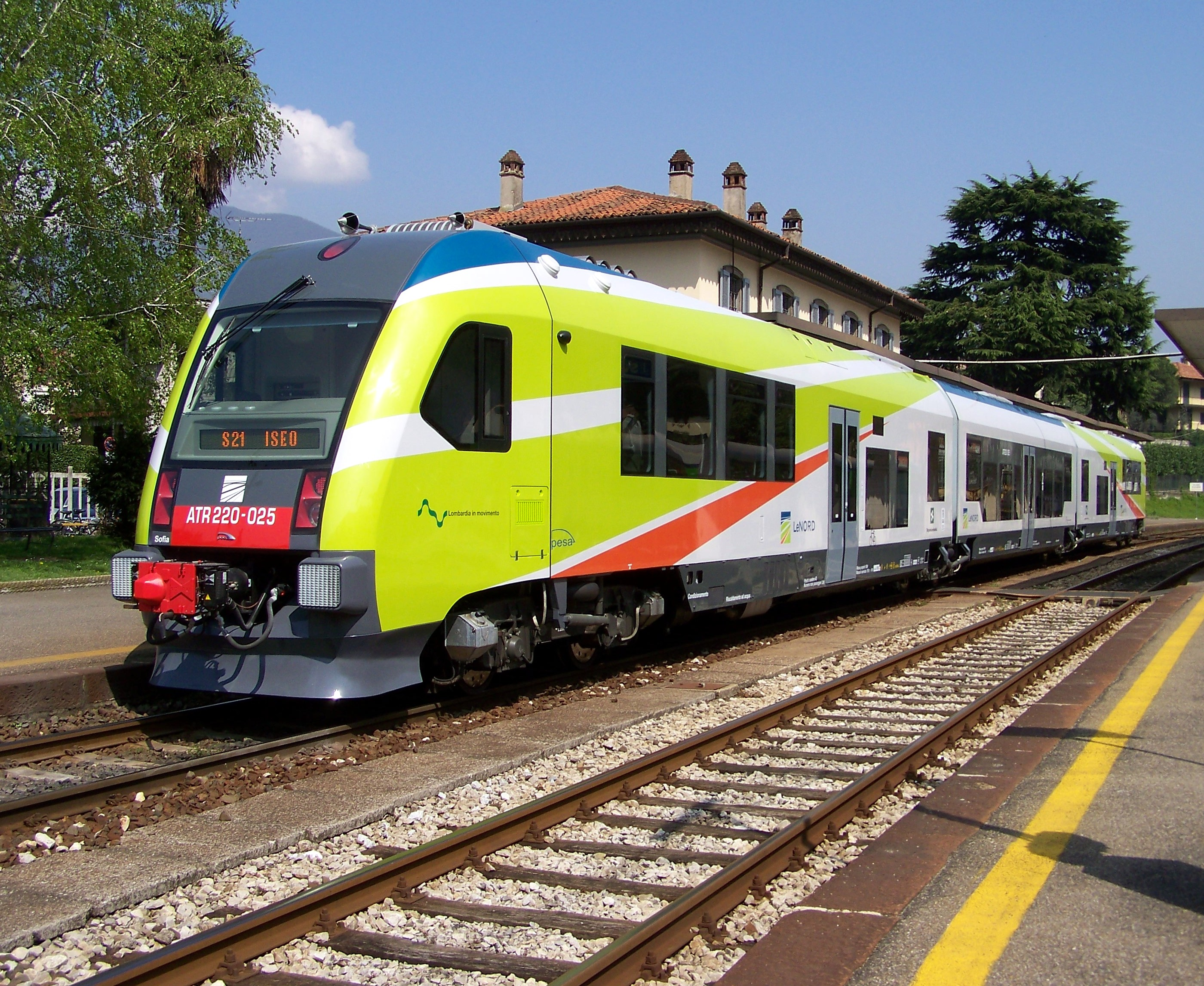
ATR 220 025 von FNM
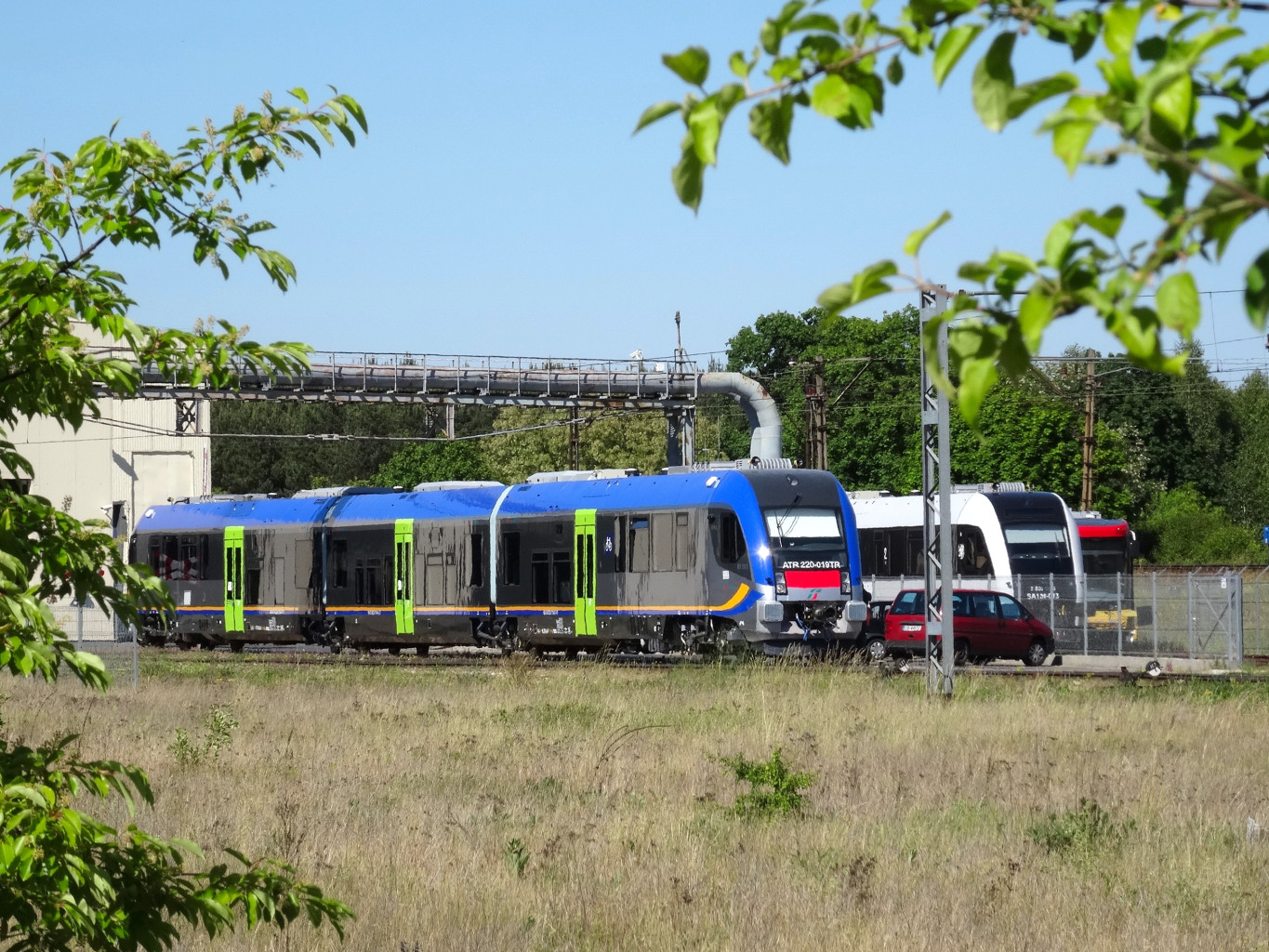
ATR 220 019 von Trenitalia
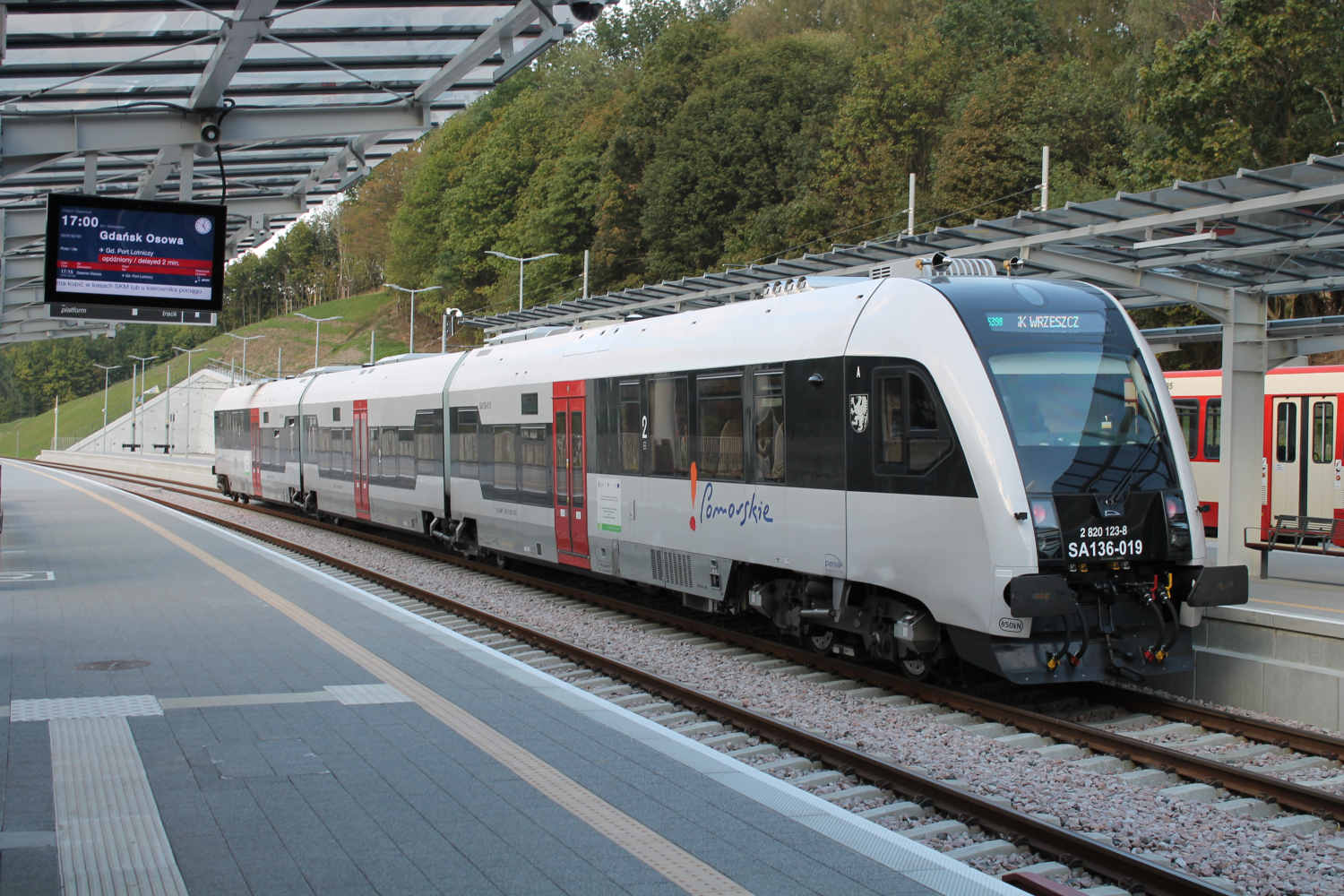
SA136-019 auf der Bahnstrecke Gdańsk Wrzeszcz–Gdańsk Osowa

## Konstruktion
Die Fahrzeuge sind niederflurige dreiteilige Dieseltriebwagen mit zwei Endtriebwagen und einem Mittelwagen. Das Design der Wagen wurde gemeinsam mit dem des SA134 entworfen und stammt vom Designteam Bartosz Piotrowski, Arkadiusz Sobkowiak. Die Endwagen stützen sich jeweils auf einem Antriebsdrehgestell und mit dem Mittelwagen zusammen auf einem Laufdrehgestell, das als Jakobs-Drehgestell ausgebildet ist. Es können bis zu drei Einheiten, von einem Führerstand in Vielfachsteuerung bedient werden, wobei auch ein Pesa Link dabei sein kann.
Alle Wagenkästen besitzen auf jeder Seite eine Doppelschiebetür in die in 600 mm über Schienenoberkante ausgeführten Niederflurbereiche. Die Inneneinrichtung besitzt über den Jakobs-Drehgestellen eine Höhe von 900 mm und über der Antriebseinheit eine Höhe von 1295 mm.
Angetrieben werden die Triebwagen durch je ein Dieselmotor von MAN mit 382 kW Leistung, diese sind mit einem Strömungsgetriebe verbunden. Die Multifunktionsabteile sind für den Transport von Gepäck, den Transport von Rollstühlen sowie einer behindertengerechten Toilette ausgestattet. Die Innenräume sind klimatisiert. Die Führerstände bieten eine ergonomische Ausstattung mit interner und externer Überwachung. Die Fahrzeuge sind mit optischen und akustischen Fahrgastinformationssystem ausgestattet.
Die Einheiten besitzen automatische Scharfenbergkupplungen. Mit ihr und den seitlichen Puffern, die als Energieabsorber fungieren, besitzen die Fahrzeuge ein Schutzsystem, das die Auswirkungen eines möglichen Frontalaufpralls abmildern soll.